# 阿爾托鎮區 (伊利諾伊州李縣)
阿爾托鎮區（英語：Alto Township）是位於美國伊利諾伊州李縣的一個行政鎮區。

## 地方資料
根據2010年美國人口普查的數據，阿爾托鎮區的面積為90.50平方千米，當中陸地面積為90.40平方千米，而水域面積為0.10平方千米。當地共有人口534人，而人口密度為每平方千米5.9人。